# Poroporo Island
Poroporo Island ist eine Insel in der Bay of Islands der Region Northland im Norden der Nordinsel von Neuseeland.

## Geographie
Poroporo Island befindet sich in der Bay of Islands, rund 9,5 km nordöstlich von Russell und rund 11 km westsüdwestlich von Cape Brett entfernt. Die Insel, die im östlichen Teil des Te Rawhiti Inlet zu finden ist, erstreckt sich über rund 800 m in Nordwest-Südost-Richtung und misst an der breitesten Stelle rund 125 m in Nordost-Südwest-Richtung. Die rund 4,5 Hektar große, aus mehreren Hügelabschnitten versehene Insel, besitzt mehrere Erhebungen, die um die 40 m Höhe aufweisen.
Urupukapuka Island ist die größte Nachbarinsel und befindet sich rund 425 m in nordöstlicher Richtung. Motukiekie Island liegt rund 1,385 km in nordwestlicher Richtung und in einer Entfernung von 1,67 km westnordwestlich folgt Motutara Island.
Der Teile von Poroporo Island sind bewaldet.